# استوديوهات وارنر براذرز (ليفيسدين)
استوديوهات وارنر براذرز، ليفيسدين (بالإنجليزية: Warner Bros. Studios, Leavesden)‏ عبارة عن مجمع استوديوهات مساحته 80 هكتارًا (200 فدان) في ليفيسدن في واتفورد، هارتفوردشير، في شرق إنجلترا.

## وصلات خارجية
- Official Warner Bros. Studios, Leavesden website
- Warner Bros. Studio Tour London website
- Warner Bros. Official UK website
- Warner Bros. Entertainment website
- Time Warner Inc. Official website